# Инес Родена
Инес Алисия Родена Коядо (на испански: Inés Alicia Rodena Collado) е кубинска писателка.

## Биография
Инес Алисия Родена Коядо е родена на 20 април 1905 г. в Хавана, Куба. Преди да се насочи към писателската дейност, е работила като медицинска сестра. От историите, които е разказвала на пациентите си, се заражда страстта ѝ към писането.
През 50-те години, Инес пише първия си роман за радио, La gata, който ѝ носи голям успех.
През 1968 г. същият роман е екранизиран във формат на теленовела от частния канал Venevisión, и печели успех сред телевизионната аудитория. През 1969 г. Родена отива да работи в Radio Caracas Televisión.
През 1971 г. създава произведението La usurpadora. Романите на Инес Родена се адаптират в Мексико, Венецуела и други държави от Латинска Америка, сред тях са Raquel, Rina, Viviana, Los ricos también lloran и Rosa salvaje, които са сред най-големите ѝ хитове.
Умира на 15 април 1985 г. на 79-годишна възраст в Маями, САЩ.
С течение на времето, след смъртта на Инес, мексиканската компания Телевиса продължава да произвежда теленовели, създадени по историите ѝ.

## Произведения

### Радионовели
- Abandonada
- Ambición
- Charito Carvajal
- Corina Bazán
- Cuando la rival es una hija
- Cuando se regala un hijo
- Doménica Montero
- El hogar que me robé
- Enamorada
- Entre sombras
- Ileana
- La bastarda
- La doctorcita
- La galleguita
- La gata
- La gaviota
- La indomable
- La madrastra
- La mesera
- La señorita Amalia
- La virgen de Barlovento
- La virgen de Cerro
- Lágrimas negras
- Los ricos también lloran
- Mademoseville Fabián
- María Mercé, la mulata
- María Salomé
- Milagro de amor
- Muchachas de hoy
- Nosotros los pobres
- Pobre millonaria
- Regina Carbonell
- Sacrificio de mujer
- Valentina

### Теленовели
La gata
- La gata, Венецуела (1968)
- Котката, Мексико (1970), адаптация от Естела Калдерон
- Звяр, Мексико (1983), адаптация от Луис Рейес де ла Маса
- Cara sucia, Венецуела (1992), адаптация от Карлос Ромеро и Алберто Гомес (свободна версия)[1]
- Мечта за любов, Мексико (1993), версия и либрето от Химена Суарес (свободна версия)
- Muñeca de trapo, Венецуела (2000), адаптация от Родолфо Бояндиян, Ана Тереса Соса и Нейда Падия (свободна версия)
- За една целувка, Мексико (2000), версия от Габриела Ортигоса (свободна версия)
- Seus Olhos, Бразилия (2004), адаптация от Есила Педросо (свободна версия)
- Pobre diabla, Мексико (2009), адаптация от Маурисио Сомуано, Гуадалупе Обон и Наюра Арагон (В тази теленовела е кредитиран като автор Карлос Ромеро, а не Инес Родена).
- Котката, Мексико (2014), адаптация и либрето от Мария Антониета „Калу“ Гутиерес (Сюжетът се слива с Rubí rebelde).

La galleguita
- El engaño, Венецуела (1968)
- Вивиана, Мексико (1978), адаптация от Луис Рейес де ла Маса (свободна версия).
- Изгубени години, Мексико (1985), адаптация от Карлос Ромеро.
- Втора част на Валентина, Мексико (1993), адаптация от Алфонсо Кремата, Салвадор Угарте, Карлос Ромеро и Ерик Вон (свободна версия).
- Камила, Мексико (1998), версия и либрето от Габриела Ортигоса (Версия на Вивиана, сливаща се със сюжета на Sacrificio de mujer).
- Да, с теб, Мексико (2021), адаптация от Антонио Абаскал, Карлос Даниел Гонсалес, Данте Ернандес, Сол Руби Сантияна (базирана на Вивиана)

Pobre millonaria
- Pobre millonaria, Венецуела (1969), адаптация от Кармело Кастро и Педро Сучо.

La virgen de Barlovento
- La virgen del Barlovento, Венецуела (1968).

La madrastra
- Corazón de madre, Венецуела (1969)
- Соледад, Мексико (1981), адаптация от Вивиан Песталоци (свободна версия)
- Благословена лъжа, Мексико (1996), адаптация от Карлос Ромеро и Андреа Ордониес

María Mercé, la Mulata
- María Mercé, La Chinita, Венецуела (1970)
- Винаги ще има утре, Мексико (1974), адаптация от Естела Калдерон

La Virgen del Cerro
- Cristina, Венецуела (1970)
- Marielena, Венецуела (1980), адаптация от Лихия Лесама (свободна версия)
- Остави ме да живея, Мексико (1982), адаптация от Теси Пикасо (Римейк на Cristina)
- El engaño, Венецуела (1989) (свободна версия)
- Valeria, Венецуела-САЩ (2008), адаптация от Алберто Гомес и Омайра Риверо (Базирана на El engaño).
- Calle luna, Calle sol, Венецуела (2009), адаптация от Хосе Висенте Кинтана (Римейк на Marielena).

El hogar que me robé
- La usurpadora, Венецуела (1970), адаптация от Ана Мерседес Ескамес
- Домът, който откраднах, Мексико (1981), адаптация от Карлос Ромеро
- La intrusa, Венецуела (1987), адаптация от Ана Мерседес Ескамес, Бенилде Авила и Сарет Ромеро
- Узурпаторката, Мексико (1998), либрето от Карлос Ромеро (Сериалът с най-висок рейтинг както в Мексико, така и по света[2][3]).
- Коя си ти?, Мексико-Колумбия (2012-2013), версия от Химена Ромеро (свободна версия)
- Узурпаторката, Мексико (2019), адаптация от Лариса Андраде и Таня Тинахеро

Doménica Montero
- La doña, Venezuela (1972), адаптация с Карлос Ромеро
- Доменика Монтеро, Мексико (1978), адаптация от Каридад Браво Адамс
- Amanda Sabater, Венецуела (1989), версия от Салвадор Гармендия (свободна версия)
- El desafío, Венецуела (1994), адаптация от Мартин Хан и Салвадор Гармендия (свободна версия)
- Господарката, Мексико (1995), адаптация от Мария дел Кармен Пеня (свободна версия)
- Amor e ódio, Бразилия (2001-2002) (Римейк на Господарката).
- Желязната дама, Мексико (2010), либрето от Кари Фахер (Базирана на Господарката).

Sacrificio de mujer
- Sacrificio de mujer, Венецуела (1972), адаптация от Карлос Ромеро (свободна версия)
- Втора част на Бианка Видал, Мексико (1983), адаптация от Карлос Ромеро
- Трета част на Затворничка на любовта, Мексико (1994), адаптация от Карлос Ромеро и Долорес Ортега
- Втора част на Камила, Мексико (1998), версия от Габриела Ортигоса (слива се със сюжета на La galleguita)
- Втора част на Любов без граници, Мексико (2006), адаптация от Хосе Рендон и Химена Суарес

Regina Carbonell
- Regina Carbonell, Венецуела (1972)
- Бедната госпожица Лимантур, Мексико (1987), адаптация от Карлос Ромеро и Валерия Филипс
- Любовта няма цена, Мексико (2005), версия от Мария Антониета „Калу“ Гутиерес и Алберто Гомес (Сюжетът се слива с El precio de un hombre от Каридад Браво Адамс).

Muchachas de hoy
- Първа част на Raquel, Венецуела (1973), либрето от Карлос Ромеро, Мануел Муньос Рико и Педро Фелипе Рамирес
- Вероника, Мексико (1979), адаптация от Вивиан Песталоци
- Първа част на Abigaíl, Венецуела (1988), адаптация от Алберто Гомес и Ампаро Монталва (Базирана на Raquel).
- Без теб, Мексико (1997), версия и либрето от Габриела Ортигоса (Римейк на Вероника).
- Luisa Fernanda, Венецуела (1998), адаптация от Хиомара Морено (свободна версия)

Cuando la rival es una hija
- Моят съперник, Мексико (1973)
- Любима неприятелка, Мексико (1997), адаптация от Едуардо Кирога и Лорена Саласар (Базирана на Моят съперник).

Abandonada
- Abandonada, Венецуела (1969)
- Булчински марш, Мексико (1977), адаптация от Луис Рейес де ла Маса (Римейк на Abandonada)
- Първа част на Марисол, Мексико (1996), версия от Марсия дел Рио (свободна версия)
- Marisol, Бразилия (2002) (Римейк на Марисол).

Enamorada
- La italianita, Венецуела (1973), адаптация от Ана Мерседес Ескамес
- Рина, Мексико (1977), адаптация от Луис Рейес де ла Маса (Римейк на La italianita).
- Мария Мерседес, Мексико (1992), адаптация от Карлос Ромеро
- Невинната ти, Мексико (2004), адаптация от Карлос Ромеро и Тере Медина (Римейк на Мария Мерседес).
- María Esperança, Бразилия (2007) (Римейк на Мария Мерседес).
- María Mercedes, Филипини (2013) (Римейк на Мария Мерседес).

Ambición
- Ambición, Перу (1973)
- Ambición, Мексико (1980), адаптация с Карлос Ромеро

La indomable
- La indomable, Венецуела (1974), адаптация от Ана Мерседес Ескамес
- Отмъщението, Мексико (1977), адаптация от Тере Медина
- Маримар, Мексико (1994), адаптация от Карлос Ромеро
- Marimar, Филипини (2007) (Римейк на Маримар).
- Alma indomable, Венецуела (2010), адаптация от Алберто Гомес (свободна версия)
- Необуздано сърце, Мексико (2013), либрето от Карлос Ромеро (Римейк на Маримар).
- Marimar, Филипини (2015) (Римейк на Маримар).

Valentina
- Valentina, Венецуела (1975)
- Rebeca, Венецуела (1984) (свободна версия)
- Alma mía, Венецуела (1988) (свободна версия)
- Cuando hay pasión, Венецуела (1999), версия и либрето от Бенилде Авила (свободна версия)
- Натрапницата, Мексико (2001), либрето от Карлос Ромеро (Римейк на Valentina).

Ileana
- Ileana, Венецуела (1977)
- Първа част на Амалия Батиста, Мексико (1983), адаптация от Карлос Ромеро (Римейк на Ileana).
- Първа част на Затворничка на любовта, Мексико (1994), адаптация от Карлос Ромеро и Долорес Ортега (Римейк на Амалия Батиста).

Corina Bazán
- Cristina Bazán, Пуерто Рико (1978), адаптация от Мануел Пиниера
- Ana Cristina, Перу (2011), (римейк на Cristina Bazán)

Lágrimas negras
- Lágrimas negras, Мексико (1979)

Los ricos también lloran
- Първа част на Богатите също плачат, Мексико (1979), адаптация от Мария Саратини
- Първа част на Мария от квартала, Мексико (1995), адаптация от Карлос Ромеро
- Os ricos também choram, Бразилия (2005) (свободна версия)
- Първа част на Marina, Мексико-САЩ (2006), адаптация от Алберто Гомес
- Първа част на María la del barrio, Филипини (2011-2012) (Римейк на Мария от квартала)
- Богатите също плачат, Мексико (2022), адаптация от Естер Фелдман и Роса Саласар Аренас (Римейк на Богатите също плачат)

La gaviota
- Сандра и Паулина, Мексико (1980), адаптация с Луис Рейес де ла Маса

María Salomé
- Първа част на Бианка Видал, Мексико (1983), адаптация от Карлос Ромеро
- Мария Хосе, Мексико (1995), версия и либрето от Габриела Ортигоса

La doctorcita
- Втора част на Амалия Батиста, Мексико (1983), адаптация от Мария Антониета Сааведра

La mesera
- Abandonada, Мексико (1985), адаптация от Тере Медина
- Хубава жена, либрето от Карлос Ромеро (Римейк на Abandonada).

Cuando se regala un hijo
- Втора част на Raquel, Венецуела (1973), либрето от Карлос Ромеро, Мануел Муньос Рико и Педро Фелипе Рамирес (свободна версия)
- Втора част на Богатите също плачат, Мексико (1979), либрето от Карлос Ромеро и Валерия Филипс
- Втора част на Abigaíl, Венецуела (1988), адаптация от Алберто Гомес и Ампаро Монталва (Базирана на Raquel).
- Втора част на Мария от квартала, Мексико (1995), либрето от Карлос Ромеро (свободна версия)
- Втора част на Марисол, Мексико (1996), адаптация от Алберто Гомес (свободна версия)
- Втора част на Marina, Мексико-САЩ (2006), либрето от Алберто Гомес (Базирана на Abigaíl).
- Втора част на María la del barrio, Филипини (2011-2012) (Римейк на Мария от квартала).

La Indomable + La Gata
- Дивата Роза, Мексико (1987), версия от Карлос Ромеро

La Galleguita + La Indomable + La Gata
- Дивата котка, Венецуела-САЩ (2002), версия от Омайра Риверо

Enamorada + La gata
- Rubí rebelde, Венецуела (1989), версия от Карлос Ромеро